# Komárovce
Komárovce (maďarsky Komaróc) jsou obec na Slovensku v okrese Košice-okolí. Žije zde 422 obyvatel. Rozloha katastrálního území činí 	8,5 km².

## Historie
První písemná zmínka o obci pochází z roku 1402. Do roku 1918 byla obec součástí Uherska. V letech 1938 až 1944 obec byla (kvůli první vídeňské arbitráži) součástí Maďarska.

## Církevní stavby
- Klasicistní stavba kostela reformované církve z roku 1793.[3]

- Římskokatolický kostel sv. Josefa z roku 1928.[4]